# Mads Wille
Mads Wille (født 10. november 1971 i Gentofte) er en dansk skuespiller og leder af Husets Teater.
Wille er uddannet fra Skuespillerskolen ved Aarhus Teater i 1998 og har siden bl.a. været tilknyttet Det Kongelige Teater, Grønnegårds Teatret og Folketeatret. I 2002 var han medstifter af teatret Plan-B. Siden 2008 har han sammen med Simon K. Boberg ledet Husets Teater.

## Filmografi
- Små ulykker (2002)
- Drabet (2005)
- Den rette ånd (2005)
- Hvordan vi slipper af med de andre (2007)
- Hvidsten gruppen (2012)
- Dronningen (2019)

### Tv-serier
| År        | Titel           | Rolle                    | Noter         |
| --------- | --------------- | ------------------------ | ------------- |
| 2000-2003 | Rejseholdet     | Politiassistent Kjeldsen |               |
| 2003-2004 | Forsvar         | Pelle Berg               | Afsnit 3, 12  |
| 2004      | Ørnen           | Gordon                   | Afsnit 11, 12 |
| 2009      | Forbrydelsen II | Frederik Holst           | Afsnit 9      |
| 2011      | Den som dræber  | Ulrik Helk               | Afsnit 5, 6   |
| 2012      | A-klassen       | Anders                   |               |
| 2013      | Badehotellet    | Grev Ditmar              |               |